# Abowo (przystanek kolejowy)
Abowo (ros. Абово) – przystanek kolejowy w miejscowości Abowo, w rejonie nowosokolnickim, w obwodzie pskowskim, w Rosji. Położony jest na linii Moskwa - Siebież.